# Irma Martin
Pour les articles homonymes, voir Martin.
Irma Martin, née à Lyon le 3 septembre 1814 et morte à Mâcon le 19 mai 1876, est une artiste peintre française, spécialisée dans le portrait et les scènes de genre, qui a exposé au Salon de Paris de 1837 à 1850.

## Biographie
Née à Lyon en 1814,, Irma Martin, de son vrai nom Anne Pierrette Marie Martin étudie la peinture à Paris auprès de Charles de Steuben, qui lui confiera plus tard la direction de son « atelier de demoiselles ».
Lors de sa première exposition au Salon de Paris en 1837, le tableau qu'elle présente, Édouard IV chez Elisabeth Gray, remporte une récompense, soit une médaille d'or selon le contemporain Journal des beaux-arts et de la littérature, soit une médaille de 2e classe selon la notice biographique postérieure de Bellier et Auvray. Cette peinture est ensuite exposée à l'Athénée des arts,.
Irma Martin expose régulièrement au Salon de Paris jusqu'en 1850. En 1864, elle est de retour dans sa ville natale où elle expose un pastel intitulé La Lecture à l'exposition organisée par la Société des amis des arts de Lyon.

## Œuvres

### Expositions aux Salons
- Salon de Paris de 1837
  - Édouard IV chez Elisabeth Gray

- Exposition de la Société des amis des arts de Lyon, 1837[12]
  - Édouard IV chez Elisabeth Gray
  - Clotilde de Surville rêvant à ses poésies

- Salon de Paris de 1838
  - Clotilde de Surville rêvant à ses poésies
  - Portrait de Mme de L...

- Salon de Paris de 1839
  - Thomas Morus prisonnier à la Tour de Londres
  - Portrait de Mme T... de B...

- Salon de Paris de 1841

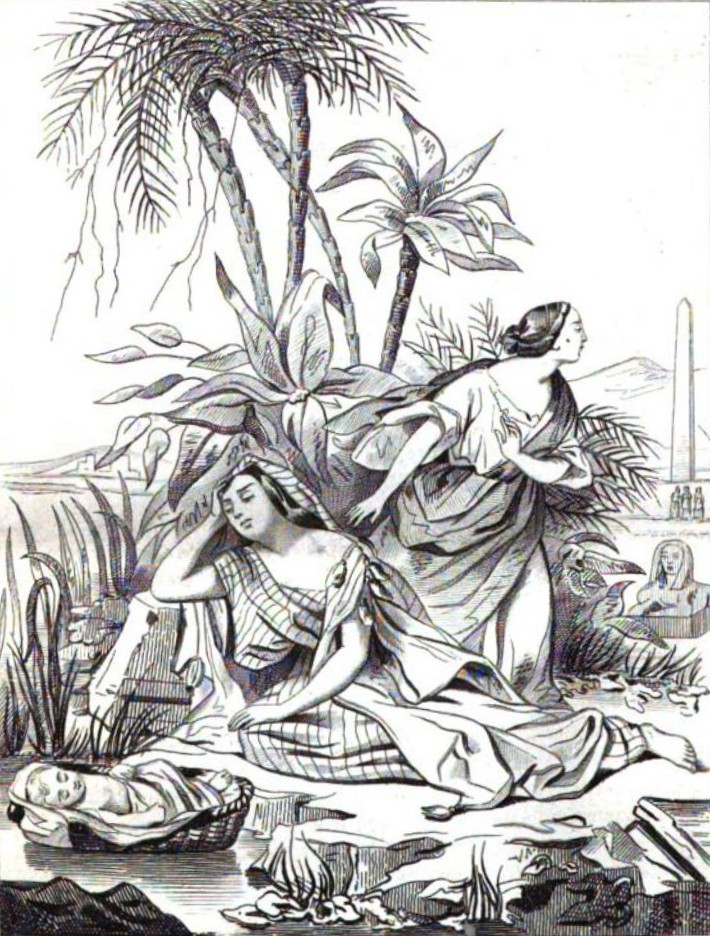
Moïse exposé sur les eaux, gravure de Damours d'après le tableau d'Irma Martin présenté au Salon de 1841

  - Moïse exposé sur les eaux ; reproduit en gravure (dessiné par Amédée de T... et gravé par Damours) dans le Journal des Demoiselles en 1841[13].
  - Visite de Christophe Colomb à Éléonore de Portugal, femme de Jean II, roi de Portugal
  - Le cachet noir

- Salon de Paris de 1842
  - Moïse
  - Ondine donne à son époux le baiser qui doit le faire mourir ; aussi présenté au salon de Boulogne-sur-Mer en 1845[14].

- Salon de Paris de 1843

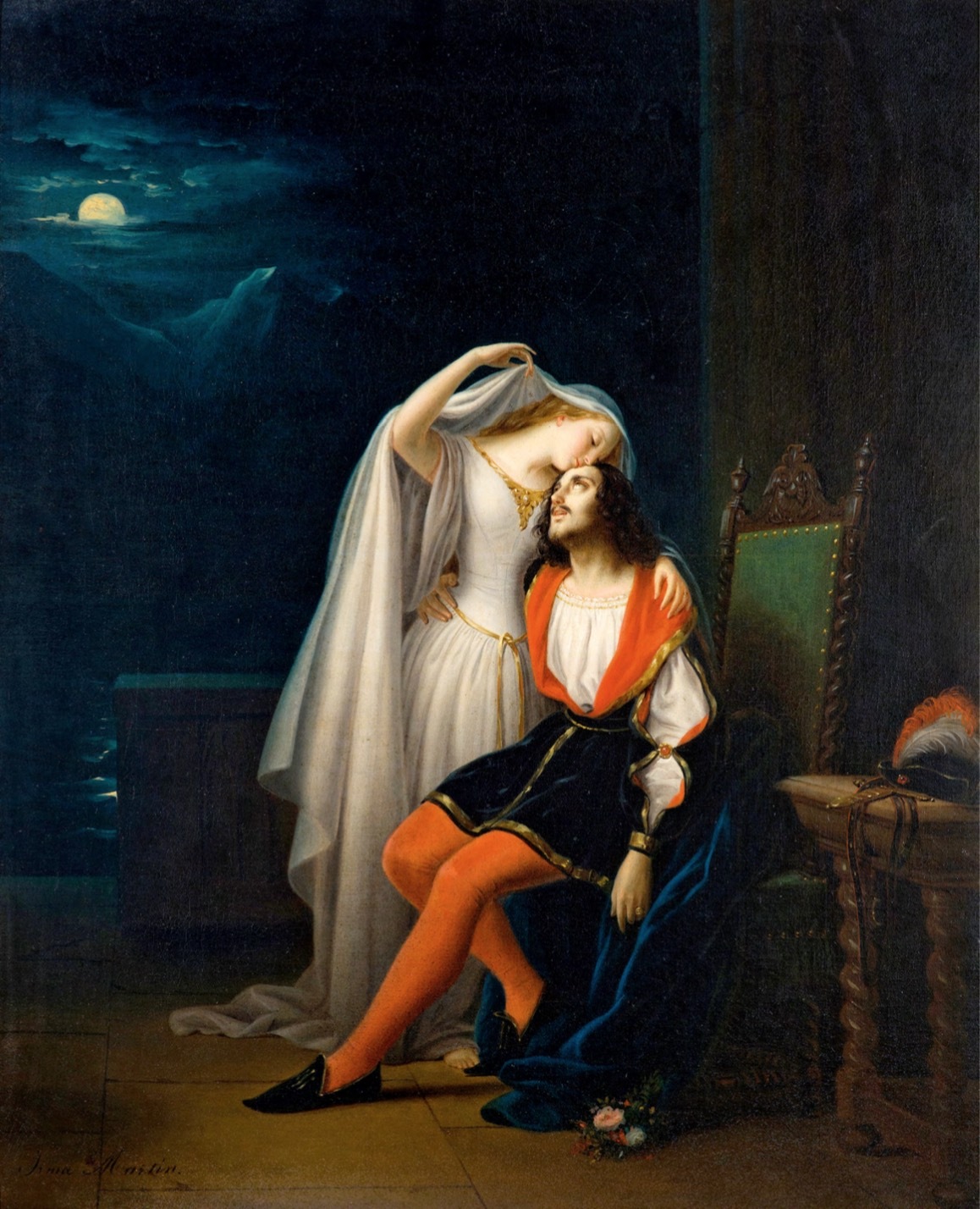
Irma Martin, Ondine donne à son mari le baiser qui doit le faire mourir, 1842.

  - Les Saintes femmes au tombeau du Christ
  - Portrait de Mme Rimbault-Borrel (Anna Rimbaut-Borrel, condisciple d'atelier d'Irma Martin chez Steuben, morte l'année précédente)
  - Portrait de Mme du H...
  - Portrait de Mlle A. M...

- Salon de Paris de 1844
  - Le Doux souvenir
  - Portrait du fils de M. le docteur R...
  - Portrait de la fille de M. le docteur R...

- Salon de Paris de 1845
  - Le Bravo en prison ; aussi présenté au salon de Boulogne-sur-Mer en 1847[15].
  - Portrait de Mme L... et de son fils
  - Portrait de Mlle C. M...

- Salon de Paris de 1846
  - Portrait de M. G...

- Salon de Paris de 1848
  - Aimez-moi, étude de jeune fille
  - Portrait de Mme B... et de son fils
  - Portrait de M. B...
  - Portrait de Mme de L...
  - Portrait de Mme M. S...
  - Portrait de Mme R...

- Salon de Paris de 1849
  - Un ange au ciel!
  - Portrait du docteur R...

- Salon de Paris de 1850
  - Portrait d'enfant
  - Cadre de fixés : Portraits de Mlle H. B...; de Mme la comtesse de M...; de Mme S...; de M. M...;

### Collections institutionnelles

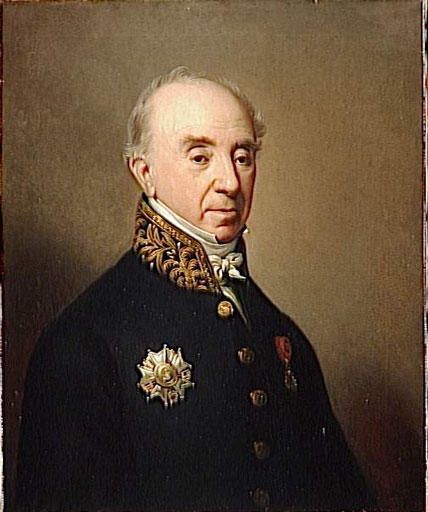
Irma Martin, d'après Franz Xaver Winterhalter, Pierre-Marie Taillepied, comte de Bondy, pair de France, préfet de la Seine, intendant général de la liste civile (1766-1847), huile sur toile, 1847, musée de l'Histoire de France (Versailles)

- Versailles, musée de l’Histoire de France
  - Portrait de Claude-Joseph Vernet, 1841, copie d'après un original d'Élisabeth Vigée Le Brun peint en 1778 et conservé au Louvre[16],[17];
  - Portrait de Rodolphe II de Habsbourg, empereur d'Allemagne, 1842, copie d'après un original d'Alonso Sánchez Coello réalisé en 1567, exposé dans la Galerie espagnole du roi Louis-Philippe Ier inaugurée au Louvre en 1838, acquis par la reine Victoria lors de la dispersion de la collection en 1853 et conservé au château de Windsor[18],[19];
  - Portrait d'Ernest, archiduc d'Autriche, gouverneur des Pays-Bas (1553-1595), 1842, copie d'après un original d'Alonso Sánchez Coello réalisé en 1568, exposé dans la Galerie espagnole du roi Louis-Philippe Ier inaugurée au Louvre en 1838, acquis par la reine Victoria lors de la dispersion de la collection en 1853 et conservé au château de Windsor[20],[21];
  - Portrait de Pierre-Marie Taillepied, comte de Bondy, 1847, copie d'après un original de Franz Xaver Winterhalter[22],[23];

Originaux copiés par Irma Martin
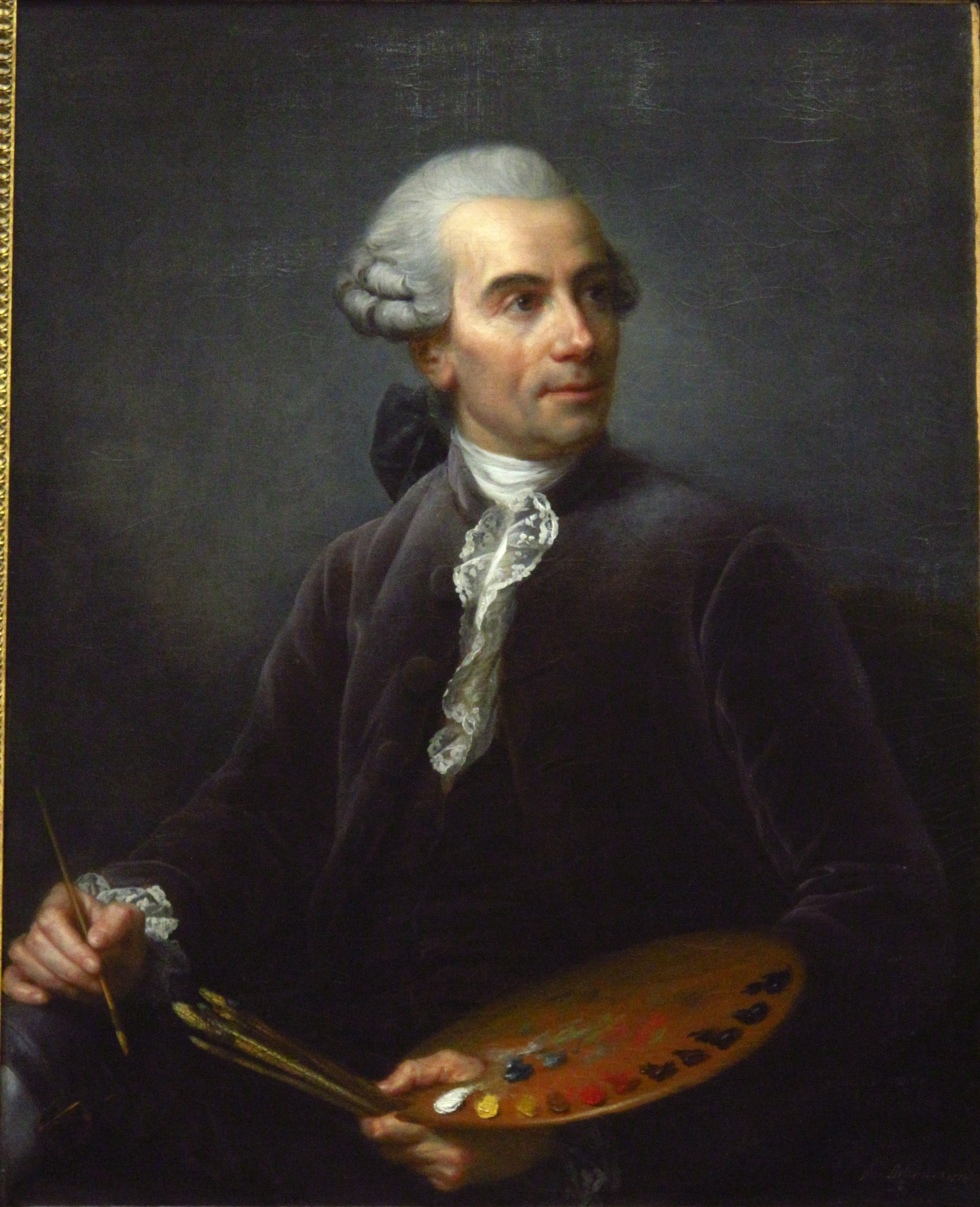
Élisabeth Vigée Le Brun, Joseph Vernet, 1778, musée du Louvre
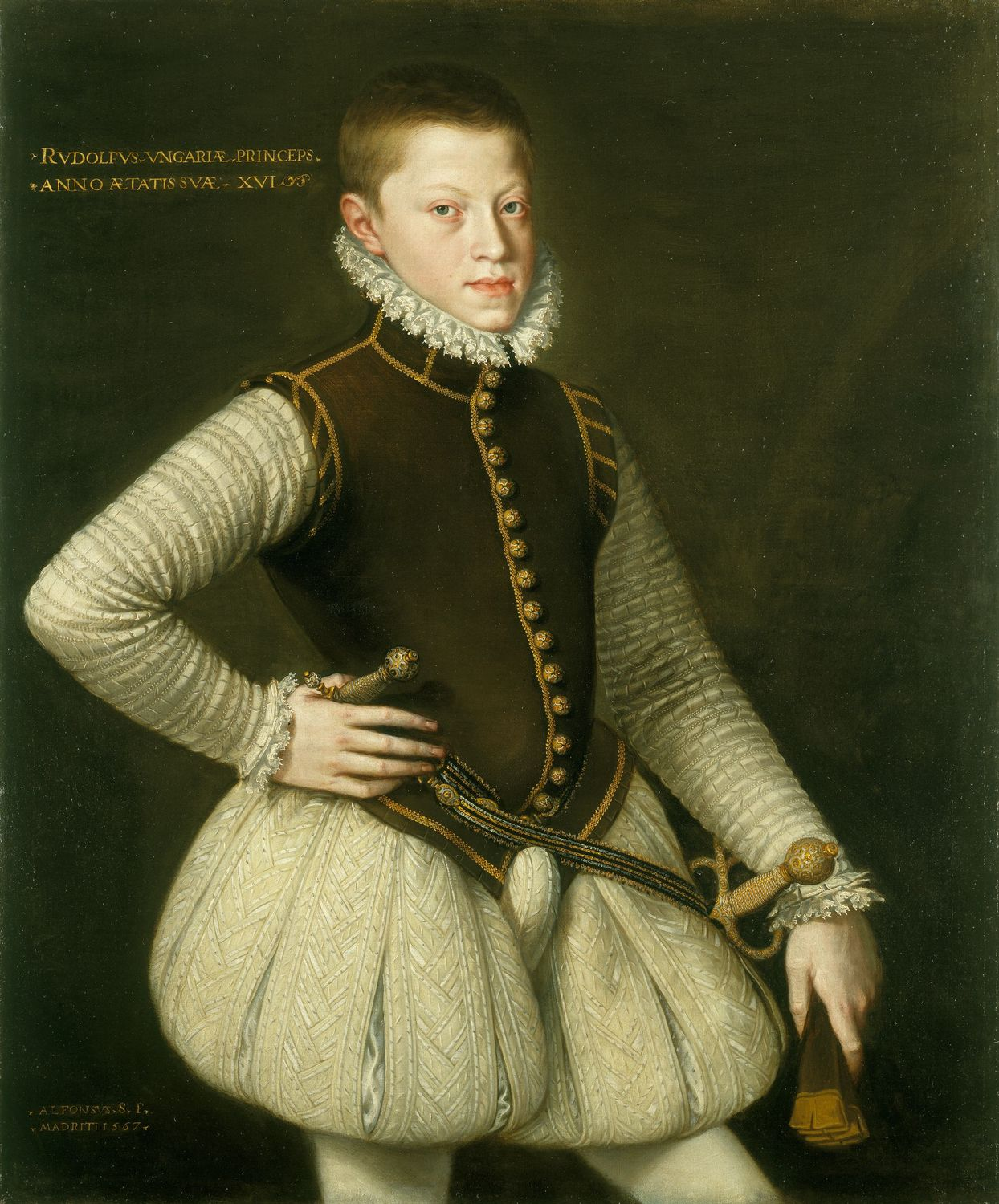
Alonso Sánchez Coello, Rodolphe II de Habsbourg, empereur d'Allemagne, 1567, Royal Collection
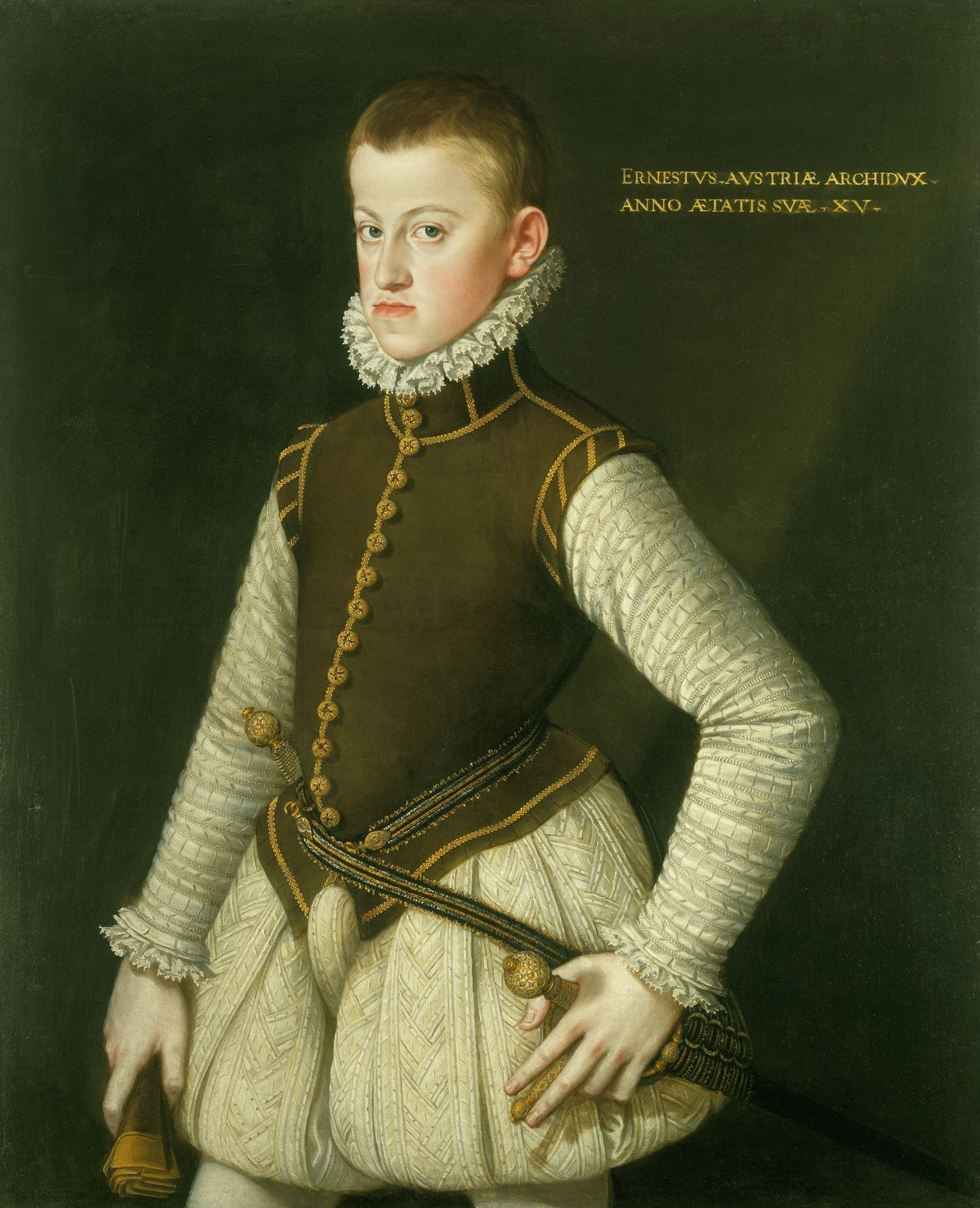
Alonso Sánchez Coello, Ernest, archiduc d'Autriche, 1568, Royal Collection